# Muscicapa epulata
El papamoscas saciado (Muscicapa epulata) es una especie de ave paseriforme de la familia Muscicapidae propia de África occidental y central. 